# Giorno delle tre bandiere
Il giorno delle tre bandiere commemora il 9 ed il 10 marzo 1804, quando la Spagna consegnò ufficialmente il territorio della Louisiana alla Francia, che a sua volta lo passò agli Stati Uniti d'America tramite l'Acquisto della Louisiana.
La cerimonia tenutasi a Saint Louis (Missouri) aprì la strada alla spedizione di Lewis e Clark. 

## Contesto storico
La Francia aveva governato la Louisiana dalla sua fondazione fino al Trattato di Parigi (1763) che pose fine alla guerra dei sette anni (la cui fase nordamericana fu chiamata Guerra franco-indiana), con cui la Spagna ricevette i territori francesi ad ovest del Mississippi (la riva destra seguendo il corso del fiume), mentre la Gran Bretagna prendeva i territori francesi ad est del fiume, allora chiamati Pays des Illinois.
La Spagna prese ufficialmente il controllo del territorio nel 1769, quando soppresse la ribellione del 1768 condotta dai coloni che non volevano il passaggio alla Spagna della Louisiana francese.
Gli Stati Uniti estesero i loro confini fino al Mississippi nel 1783, alla fine della Guerra d'indipendenza americana con il Trattato di Parigi (1783) che gli conferiva il controllo dell'Illinois.
Il 1º ottobre 1800 Napoleone Bonaparte completò l'acquisto della Louisiana per conto della Francia dalla Spagna (Trattato di San Ildefonso). Questo trattato fu tenuto segreto e la Spagna continuò a gestire il territorio.
Stati Uniti e Francia si accordarono il 30 aprile 1803 per il passaggio della Louisiana agli americani (non pubblicizzato negli Stati Uniti prima del 4 luglio). Neanche gli Stati Uniti presero possesso dell'area, e gli spagnoli continuarono a governarla dato che il loro trattato con la Francia era ancora segreto.
Dopo l'acquisto statunitense, Thomas Jefferson annunciò progetti per l'esplorazione del nuovo territorio, spedizioni che la Spagna vietò. Lewis e Clark dovettero passare l'inverno del 1803-04 presso Camp Dubois in Illinois, dall'altra parte della confluenza tra Missouri e Mississippi, finché il territorio non fosse ufficialmente ceduto agli Stati Uniti.

## Cerimonia
Il 30 novembre 1803 la Spagna cedette formalmente il territorio con una cerimonia nella Place d'Armes di New Orleans, cui parteciparono i governatori spagnoli Juan Manuel de Salcedo e Sebastian de la Puerta y O'Farril ed il governatore francese Pierre Clement de Laussat.  
Il 17 dicembre 1803 New Orleans e la Louisiana passarono agli Stati Uniti con una cerimonia tenuta da Laussat e dal neo governatore statunitense William Charles Cole Claiborne. Dato che la navigazione sul Mississippi era stata bloccata a causa dell'inverno, la notizia fu inviata a Saint Louis.
Il 9 marzo Amos Stoddard (nuovo tenente governatore statunitense dell'Alta Louisiana) e Meriwether Lewis arrivarono via nave e furono accolti dal tenente spagnolo dell'Alta Louisiana, Carlos De Hault De Lassus, il quale disse:
La bandiera spagnola fu ammainata il 9 marzo, lasciando il posto a quella francese che sventolò sulla città per 24 ore. La bandiera francese, che inizialmente avrebbe dovuto essere ammainata al tramonto, rimase alzata tutta la notte mentre il popolo festeggiava. Il mattino seguente fu innalzata la bandiera degli Stati Uniti con una cerimonia molto più informale.
Questo evento viene a volte chiamato anche Cerimonia delle tre bandiere.